# Gag 100kaibun Aishite Kudasai

Coperta Gag 100kaibun Aishite Kudasai

"Gag 100kaibun Aishite Kudasai" (ギャグ100回分愛してください?) este al 9-lea single al trupei Berryz Kobo. A fost lansat pe 23 noiembrie 2005 și este primul single lansat după plecarea lui Maiha. Nigiyaka na Fuyu, partea B, o include pe Yaguchi Mari, o fostă membră a trupei Morning Musume. Gag 100kaibun Aishite Kudasai este tema principală al filmului anime "Futari wa Precure max Heart 2 Yukizora no Tomodati".

## Track List

### CD
1. Gag 100kaibun Aishite Kudasai (ギャグ100回分愛してください - Te rog iubește-mă la fel de mult cât 100 de glume) 
2. Nigiyaka na Fuyu (にぎやかな冬 - Iarnă energică) 
3. Gag 100kaibun Aishite Kudasai (Instrumental)

### Single V
1. Gag 100kaibun Aishite Kudasai (ギャグ100回分愛してください) 
2. Gag 100kaibun Aishite Kudasai (Dance Shot Ver.) (ギャグ100回分愛してください (Dance Shot Ver.)) 
3. Making Of (メイキング映像)

## Credite
1. Gag 100kaibun Aishite Kudasai (ギャグ100回分愛してください) 
- Versuri și compoziție: Tsunku (つんく)
- Aranjare: Takahashi Yuichi (高橋諭一)

2. Nigiyaka na Fuyu (にぎやかな冬) 
- Versuri și compoziție:: Tsunku (つんく)
- Aranjare: Konishi Takao (小西貴雄)

## Interpretări în concerte
- Hello! Project 2006 Winter ~Zeninshuu Go!~
- Hello! Project Tour Winter 2006 ~Wonderful Hearts~
- Berryz Koubou Concert Tour 2006 Haru ~Nyoki Nyoki Champion!~
- Berryz Koubou Summer Concert Tour "Natsu Natsu! ~Anata wo Suki ni Naru Sangenzoku~"
- Berryz Koubou Concert 2007 Haru ~Zoku Sakura Mankai Golden Week -Compilation~

## Prestații TV
- 20.11.2005 - Hello! Morning
- 16.12.2005 - Music Fighter